# Élections générales espagnoles de 2011 à Melilla
Les élections générales espagnoles de 2011 (en espagnol : Elecciones generales de España de 2011) se sont tenues le dimanche 20 novembre 2011 afin d'élire les 350 députés et 208 des 266 sénateurs de la Xe législature des Cortes Generales. 1 député est élu à Melilla.

## Résultats
| Parti                  | Parti                                                   | Voix   | %     | +/-   |  |
| ---------------------- | ------------------------------------------------------- | ------ | ----- | ----- |  |
|                        | Parti populaire (PP) (sortant)                          | 17 828 | 66,71 | 17,68 |  |
|                        | Parti socialiste ouvrier espagnol (PSOE)                | 6 766  | 25,32 | 22,78 |  |
|                        | Union, progrès et démocratie (UPyD)                     | 992    | 3,71  | 2,57  |  |
|                        | Equo                                                    | 427    | 1,60  | Nv.   |  |
|                        | Parti animaliste contre la maltraitance animale (PACMA) | 137    | 0,51  | Nv.   |  |
|                        | Pour un monde + juste (PUM+J)                           | 80     | 0,30  | 0,20  |  |
|                        | Vote blanc                                              | 496    | 1,86  | 0,97  |  |
|                        |                                                         |        |       |       |  |
| Suffrages exprimés     | Suffrages exprimés                                      | 26 726 | 98,86 |       |  |
| Votes nuls             | Votes nuls                                              | 308    | 1,14  |       |  |
| Total                  | Total                                                   | 27 034 | 100   | -     |  |
| Abstention             | Abstention                                              | 27 656 | 50,57 |       |  |
| Inscrits/Participation | Inscrits/Participation                                  | 54 690 | 49,43 |       |  |